# Wodne ogrzewanie podłogowe

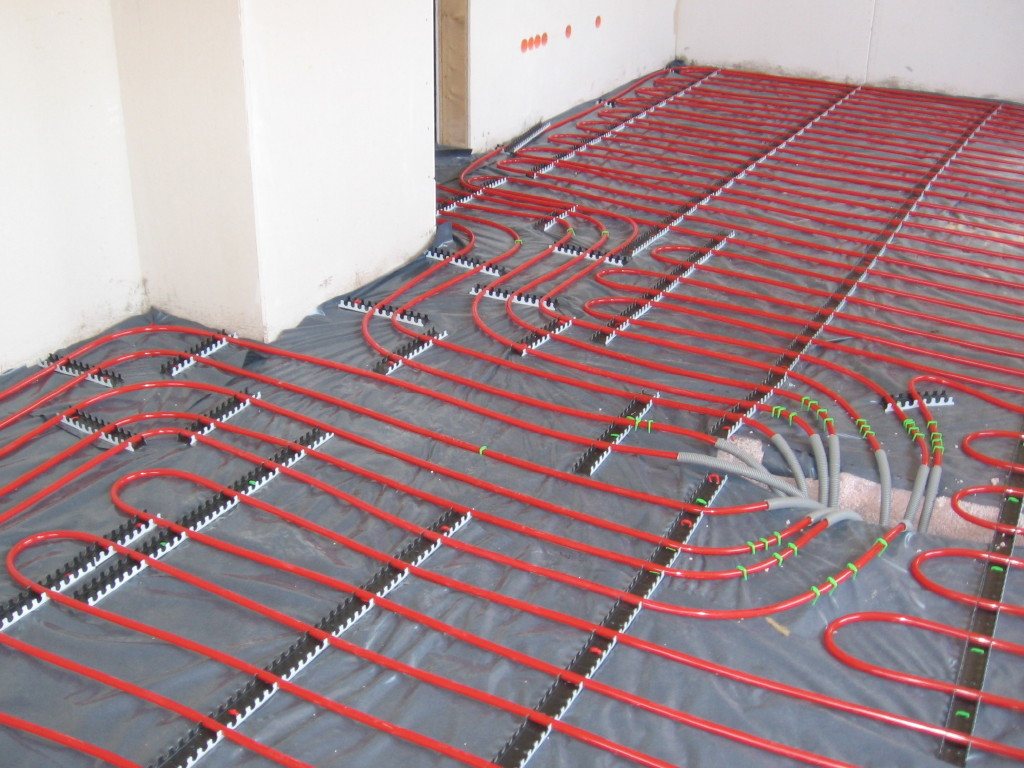
Rury ogrzewania podłogowego przed położeniem warstwy jastrychu (wylewki).

Wodne ogrzewanie podłogowe – niskotemperaturowe ogrzewanie płaszczyznowe instalowane w podłodze i zasilane wodą grzejną. Podłoga jest tu jednocześnie grzejnikiem. Jeśli ogrzewanie podłogowe tylko uzupełnia pracę innych grzejników - uzyskuje się wtedy efekt ciepłej podłogi. Powierzchnia podłogi osiąga maksymalnie wartość 29-35 st. C (wyższe temperatury tam, gdzie to wskazane, np. w łazience, w wybranych strefach pomieszczeń).
Ogrzewanie podłogą było już znane w czasach antycznych jako typ hypokaustum. 
Rury układane są najczęściej na dwa sposoby: w układzie ślimakowym i meandrowym – czasem z zagęszczeniem w strefie brzegowej (szczególnie pod oknami) lub z osobnym obwodem dla wybranych stref podłogi. 
Do projektowania instalacji grzewczej podłogowej typu wodnego stosuje się dobrowolnie (nie ma przymusu) płatną normę PN-EN 1264 przygotowaną przez Polski Komitet Normalizacyjny. 

## Zalety i wady
Zalety wodnego ogrzewania podłogowego to: 
- równomierny rozkład temperatury w pomieszczeniu
- brak zjawiska ruchu i przypiekania kurzu[1]
- brak akumulacji ciepła pod sufitem
- możliwość stosowania niskotemperaturowych źródeł ciepła (pompa ciepła)
- estetyka (brak widocznych grzejników)
- ograniczenie do minimum osuszania powietrza[2]
- bezwładność termiczna, czyli wydłużony czas nagrzewania i wychładzania pomieszczenia[3][4]
- maksymalizacja sprawności energetycznej systemu centralnego ogrzewania[5]

Wady wodnego ogrzewania podłogowego to: 
- konieczność stosowania w podłodze materiałów, które dobrze znoszą wysokie temperatury
- w przypadku awarii – konieczność demontażu części podłogi
- ograniczona moc cieplna z powodu kontaktu użytkowników z podłogą
- brak możliwości zastosowania kotła węglowego[6]